# 갓파더 - 新가족관계증명서
《갓파더 - 新가족관계증명서》는 2021년 10월 2일부터 2022년 7월 5일까지 방송된 예능 프로그램이다.

## 기획 의도
근현대사를 짊어지고 온 "국민아버지" 스타와 여전히 인생의 답을 찾고 있는 "국민아들" 스타를 통해 대한민국의 부자(父子) 관계를 재조명하는 예능 프로그램이다.

## 방송 시간
| 방송 채널 | 방송 기간                          | 방송 시간                    |
| --------- | ---------------------------------- | ---------------------------- |
| KBS 2TV   | 2021년 10월 2일 ~ 2021년 11월 6일  | 매주 토요일 밤 10:30 ~ 12:00 |
| KBS 2TV   | 2021년 11월 17일 ~ 2022년 4월 13일 | 매주 수요일 밤 10:40 ~ 12:00 |
| KBS 2TV   | 2022년 4월 19일 ~ 2022년 7월 5일   | 매주 화요일 밤 10:40 ~ 12:00 |

## 진행자
| 진행자 | 진행자 | 진행자 | 방송 기간                         | 방송 회차   |
| ------ | ------ | ------ | --------------------------------- | ----------- |
| 이금희 | 이진혁 | 없음   | 2022년 1월 5일 ~ 2022년 3월 16일  | 14회 ~ 23회 |
| 이금희 | 승희   | 없음   | 2022년 3월 23일 ~ 2022년 5월 10일 | 24회 ~ 31회 |
| 이금희 | 승희   | 그리   | 2022년 5월 17일 ~ 2022년 7월 5일  | 32회 ~ 39회 |

스페셜 진행자
- 김우석[2] : 2022년 3월 9일 (22회)
- 이진혁[3] : 2022년 4월 26일 (29회)
- 우혜림[4] : 2022년 5월 10일 (31회)
- 지플랫 : 2022년 5월 24일 ~ 2022년 5월 31일 (33회 ~ 34회)
- 우혜림 부부 : 2022년 6월 7일 (35회), 2022년 6월 28일 (38회)

## 출연진
최종
| 역대 | 갑아버지 | 갑아들 | 방송 기간                        | 방송 회차   | 비고 |
| ---- | -------- | ------ | -------------------------------- | ----------- | ---- |
| 2대  | KCM      | 지플랫 | 2022년 1월 5일 ~ 2022년 7월 5일  | 14회 ~ 39회 |      |
| 역대 | 갑어머니 | 갑딸   | 방송 기간                        | 방송 회차   | 비고 |
| 1대  | 강주은   | 우혜림 | 2022년 1월 5일 ~ 2022년 3월 16일 | 14회 ~ 23회 |      |
| 1대  | 강주은   | 우혜림 | 2022년 6월 7일 ~ 2022년 7월 5일  | 35회 ~ 39회 |      |
| 2대  | 강주은   | 가비   | 2022년 3월 23일 ~ 2022년 7월 5일 | 24회 ~ 39회 |      |
| 역대 | 갑누나   | 갑동생 | 방송 기간                        | 방송 회차   | 비고 |
| 1대  | 김숙     | 조나단 | 2022년 4월 26일 ~ 2022년 7월 5일 | 29회 ~ 39회 |      |

과거
| 역대 | 갑아버지 | 갑아들 | 방송 기간                          | 방송 회차  | 비고  |
| ---- | -------- | ------ | ---------------------------------- | ---------- | ----- |
| 1대  | 이순재   | 허재   | 2021년 10월 2일 ~ 2021년 12월 29일 | 1회 ~ 13회 |       |
| 1대  | 주현     | 문세윤 | 2021년 10월 9일 ~ 2021년 12월 29일 | 2회 ~ 13회 | [ 5 ] |
| 1대  | 김갑수   | 장민호 | 2021년 10월 2일 ~ 2022년 4월 19일  | 1회 ~ 28회 |       |

## 게스트
- 이찬원
- 이정재 (전화 통화)
- 우지원
- 전원주
- 박정수
- 정동원
- 정호근
- 정준하
- 강재준
- 이국주
- 노사연
- 뮤지
- 신민철
- 쇼리 J (마이티 마우스)
- 김정민
- 최진혁
- MSG워너비
- 선예
- 이연복
- 양치승
- 정우
- 라치카
- 지상렬
- 조이택
- 안현모
- 모희연
- 드니성호
- 양성식
- 그리
- 조권
- 슬리피
- 김재환
- 파트리샤
- 아이키

## 결방 및 편성 변경 안내
2022년
- 2월 9일 : 《2022 베이징 동계 올림픽》 중계방송으로 인한 결방.

## 시청률

### 2021년
| 회차 | 방송일    | AGB 시청률     |
| 회차 | 방송일    | 대한민국(전국) |
| ---- | --------- | -------------- |
| 1    | 10월 2일  | 3.2%           |
| 2    | 10월 9일  | 5.0%           |
| 3    | 10월 16일 | 3.2%           |
| 4    | 10월 23일 | 2.8%           |
| 5    | 10월 30일 | 3.6%           |
| 6    | 11월 6일  | 3.3%           |
| 7    | 11월 17일 | 2.7%           |
| 8    | 11월 24일 | 2.0%           |
| 9    | 12월 1일  | 2.0%           |
| 10   | 12월 8일  | 1.7%           |
| 11   | 12월 15일 | 1.6%           |
| 12   | 12월 22일 | 1.8%           |
| 13   | 12월 29일 | 1.9%           |

### 2022년
| 회차 | 방송일   | AGB 시청률     |
| 회차 | 방송일   | 대한민국(전국) |
| ---- | -------- | -------------- |
| 14   | 1월 5일  | 2.9%           |
| 15   | 1월 12일 | 1.9%           |
| 16   | 1월 19일 | 1.8%           |
| 17   | 1월 26일 | 2.1%           |
| 18   | 2월 2일  | 2.3%           |
| 19   | 2월 16일 | 2.4%           |
| 20   | 2월 23일 | 2.2%           |
| 21   | 3월 2일  | 1.6%           |
| 22   | 3월 9일  | 2.4%           |
| 23   | 3월 16일 | 1.9%           |
| 24   | 3월 23일 | 1.8%           |
| 25   | 3월 30일 | 1.5%           |
| 26   | 4월 6일  | 1.7%           |
| 27   | 4월 13일 | 1.8%           |
| 28   | 4월 19일 | 1.5%           |
| 29   | 4월 26일 | 1.4%           |
| 30   | 5월 3일  | 2.3%           |
| 31   | 5월 10일 | 2.2%           |
| 32   | 5월 17일 | 1.5%           |
| 33   | 5월 24일 | 1.8%           |
| 34   | 5월 31일 | 2.1%           |
| 35   | 6월 7일  | 1.6%           |
| 36   | 6월 14일 | 2.1%           |
| 37   | 6월 21일 | 2.1%           |
| 38   | 6월 28일 | 2.4%           |
| 39   | 7월 5일  | 1.9%           |

## 수상 경력
- 2021년 KBS 연예대상
  - 올해의 예능인상 : 문세윤
  - 리얼리티 부문 우수상 : 장민호
  - 올해의 스태프상 : 김수애
  - 대상 : 문세윤

- 2022년 KBS 연예대상
  - 베스트 커플상 : 조나단, 김숙

## 같이 보기
관련 항목
- 가족

방송 프로그램
- 살림하는 남자들 (KBS 2TV)
- 생방송 뭐든지 해결단 (EBS 1TV)
- 동상이몽, 괜찮아 괜찮아, 동상이몽 2 - 너는 내 운명 (SBS TV)
- 놀면 뭐하니? (MBC TV)
- 두시만세 (MBC 표준FM)